# Konstantin Maier
Konstantin Maier (* 29. März 1949 in Erolzheim) ist ein deutscher römisch-katholischer Geistlicher und Kirchenhistoriker.

## Leben
Konstantin Maier besuchte das Salvatorkolleg in Bad Wurzach und studierte von 1969 bis 1974 Philosophie und Katholische Theologie an der Eberhard-Karls-Universität in Tübingen. Nach seiner Promotion zum Dr. theol. mit der Dissertation Aufklärung in den oberschwäbischen reichsprälatischen Klöstern folgte ein Aufenthalt am Collegio Teutonico di Santa Maria dell’Anima in Rom. In Rom forschte er zudem am Vatikanischen Apostolischen Archiv über die Luzerner Nuntiatur. 1976 kehrte er nach Tübingen zurück und trat in das dortige Theologenkonvikt Wilhelmsstift ein. 1977 war er für ein Jahr Diakon in Ravensburg. 1978 empfing er die Priesterweihe und war bis 1980 Pfarrvikar in Göppingen.
Am 1. Oktober 1980 erhielt er einen Lehrauftrag in Kirchengeschichte an der theologischen Fakultät der Eberhard-Karls-Universität Tübingen. 1985 promovierte er bei Rudolf Reinhardt in Tübingen über das Thema Wahlkapitulationen des Konstanzer Domkapitels in der Neuzeit zum dr. phil.
Im Wintersemester 1987 erfolgte die Ernennung des Kantons Luzern zum ordentlichen Professor für Kirchengeschichte an der Theologischen Fakultät der Universität Luzern; 1989 erfolgte die Ernennung zum Studienpräfekten der Universität Luzern. Am 1. Oktober 1991 erhielt er von Bischof Karl Braun einen Ruf an den Lehrstuhl Mittlere und Neue Kirchengeschichte an der theologischen Fakultät der Katholischen Universität Eichstätt-Ingolstadt. 2014 wurde er emeritiert.
Schwerpunkt seiner Forschungen ist die Reichskirche, Säkularisation und schwäbische insbesondere oberschwäbische Klöster.

## Mitgliedschaften
- 1992 Mitarbeiter der Görres Stiftung (Görres-Gesellschaft)
- 1996 Mitglied der Bayerischen Benediktinerakademie (seit 2023: Benediktinische Akademie Salzburg)
- Von 2000 bis 2003 Mitglied des Redaktionsausschusses der Baden-Württembergischen Landesausstellung Säkularisation im Deutschen Südwesten.
- Vorstandsmitglied im Geschichtsverein der Diözese Rottenburg-Stuttgart.
- 2003 Mitglied der Kommission für geschichtliche Landeskunde Baden-Württemberg.
- 2005 Berufung in den Stiftungsrat der Gesellschaft Oberschwaben für Geschichte und Kultur.

## Auszeichnungen
- 2015 Friedrich-Schiedel-Wissenschaftspreis zur Geschichte Oberschwabens